# Revolt of the Zombies
Revolt of the Zombies is een Amerikaanse horrorfilm uit 1936.

## Synopsis
Een internationale expeditie wordt naar Cambodja gestuurd om te beletten dat mensen in zombies veranderen.

## Rolverdeling
| Acteur           | Personage               |
| ---------------- | ----------------------- |
| Dorothy Stone    | Claire Duval            |
| Dean Jagger      | Armand Louque           |
| Roy D'Arcy       | Gen. Mazovia            |
| Robert Noland    | Clifford Grayson        |
| George Cleveland | Gen. Duval              |
| E. Alyn Warren   | Dr. Trevissant          |
| Carl Stockdale   | Ignacio / Max MacDonald |
| William Crowell  | Priest Tsiang           |
| Teru Shimada     | Buna                    |
| Adolph Milar     | von Schelling           |
| Sana Rayya       | Danseres                |